# Список картин Івана Костянтиновича Айвазовського

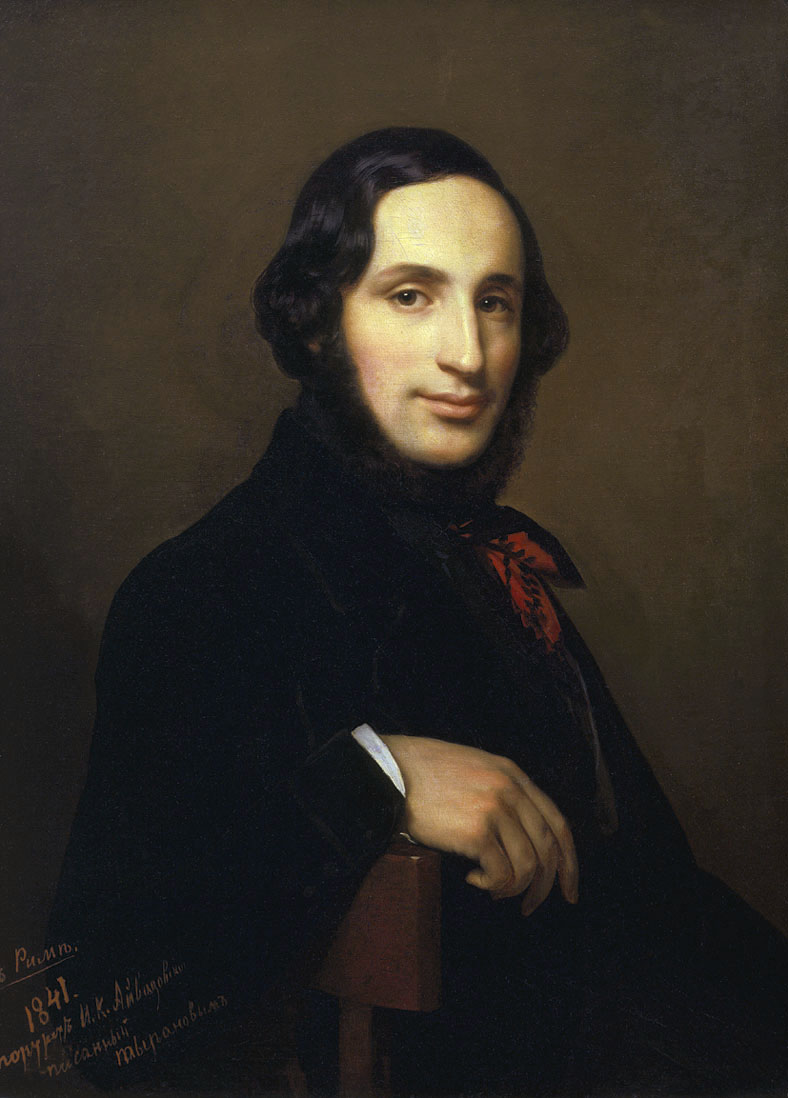
Іван Костянтинович Айвазовський

У статті міститься перелік картин Івана Костянтиновича Айвазовського — українського живописця-мариніста вірменського походження. Створив понад 6 тисяч полотен, найвідомішими з яких є морські пейзажі та сцени морських баталій.
| Картина | Назва                                                                                          | Рік            | Техніка                                  | Розміри (см)               | Галерея                                                            |
| ------- | ---------------------------------------------------------------------------------------------- | -------------- | ---------------------------------------- | -------------------------- | ------------------------------------------------------------------ |
|         | Баржі у морського берега                                                                       | до 1834        | Полотно, олія                            | 37,5 x 50,6                | Єкатеринбурзький музей образотворчих мистецтв                      |
|         | Зрада Іуди                                                                                     | 1834           | Папір сірий, італійський олівець, білила | 41 х 56                    | Державний Російський музей                                         |
|         | Вид на узмор'я на околицях Петербурга                                                          | 1835           | Полотно, олія                            | 133,6 х 107,3              | Державна Третьяковська галерея                                     |
|         | Великий рейд в Кронштадті                                                                      | 1836           | Полотно, олія                            | 71,5 x 93                  | Державний Російський музей                                         |
|         | Берег моря вночі. У маяка                                                                      | 1837           | Полотно, олія                            | 56 x 81                    | Феодосійська картинна галерея                                      |
|         | Вид на Великий Каскад і Великий Петергофський палац                                            | 1837           | Полотно, олія                            | -                          | Музей-заповідник «Петергоф»                                        |
|         | Вітряк на березі моря                                                                          | 1837           | Полотно, олія                            | 67 x 96                    | Державний Російський музей                                         |
|         | Фрегат під вітрилом                                                                            | 1838           | Полотно, олія                            | 57 x 82                    | Центральний військово-морський музей                               |
|         | Фрегат на морі                                                                                 | 1838           | Полотно, олія                            | 42,7 x 77,9                | Луганський художній музей                                          |
|         | Ялта                                                                                           | 1838           | Полотно, олія                            | 47 x 66                    | Феодосійська картинна галерея                                      |
|         | Портрет віце-адмірала М. П. Лазарєва                                                           | 1839           | Полотно, олія                            | 47 x 39                    | Центральний військово-морський музей                               |
|         | Місячна ніч у Криму. Гурзуф                                                                    | 1839           | Полотно, олія                            | 101 x 136,5                | Сумський художній музей імені Никанора Онацького                   |
|         | Керч                                                                                           | 1839           | Полотно, олія                            | -                          | Оренбурзький обласний музей образотворчих мистецтв                 |
|         | Стара Феодосія                                                                                 | 1839           | Полотно, олія                            | 46,5 x 56                  | Феодосійська картинна галерея                                      |
|         | Десант М. М. Раєвського в Субаші                                                               | 1839           | Полотно, олія                            | 66 x 97                    | Самарський обласний художній музей                                 |
|         | Неаполітанська затока в місячну ніч. Везувій                                                   | початок 1840-х | Полотно, олія                            | 26,8 х 20                  | Державний Російський музей                                         |
|         | Одеса                                                                                          | 1840           | Полотно, олія                            | 52 х 52                    | Державний музей ім. О. С. Пушкіна                                  |
|         | Кронштадтський рейд                                                                            | 1840           | Полотно, олія                            | 124 х 199                  | Центральний військово-морський музей                               |
|         | Морський берег                                                                                 | 1840           | Полотно, олія                            | 42,8 х 61,5                | Державна Третьяковська галерея                                     |
|         | Пристань у Феодосії                                                                            | 1840           | Полотно, олія                            | 57 х 68,5                  | Володимиро-Суздальський музей-заповідник                           |
|         | Морський протоку з маяком                                                                      | 1841           | Полотно, олія                            | 48,5 х 60                  | Державний Російський музей                                         |
|         | Узбережжя Амальфі                                                                              | 1841           | Полотно, олія                            | 71 х 105                   | Державний Російський музей                                         |
|         | Місячна ніч на Капрі                                                                           | 1841           | Полотно, олія                            | 26 х 38,5                  | Державна Третьяковська галерея                                     |
|         | Вид на венеціанську лагуну                                                                     | 1841           | Полотно, олія                            | 76 х 118                   | Музей-заповідник «Петергоф»                                        |
|         | Неаполітанська затока                                                                          | 1841           | Полотно, олія                            | 73 х 108                   | Музей-заповідник «Петергоф»                                        |
|         | Створення світу. Хаос                                                                          | 1841           | Полотно, олія                            | 106 х 75                   | Монастир Санта-Ладзаро дельї Армені                                |
|         | Зустріч рибалок на березі Неаполітанської затоки                                               | 1842           | Полотно, олія                            | 58 х 85                    | Державна Третьяковська галерея                                     |
|         | Неаполітанський маяк                                                                           | 1842           | Полотно, олія                            | 87 х 69                    | Монастир Санта-Ладзаро дельї Армені                                |
|         | Венеція                                                                                        | 1842           | Полотно, олія                            | 116,5 х 188                | Музей-заповідник «Петергоф»                                        |
|         | Неаполітанська затока в місячну ніч                                                            | 1842           | Полотно, олія                            | 92 х 141                   | Феодосійська картинна галерея                                      |
|         | Сорренто. Морський вид                                                                         | 1842           | Папір, олівець                           | 29 х 45                    | Національна галерея Вірменії                                       |
|         | В гавані                                                                                       | 1842           | Картон, акварель                         | 35,2 х 54                  | Миколаївський обласний художній музей                              |
|         | Берег моря. Штиль                                                                              | 1843           | Полотно, олія                            | 114 х 187                  | Державний Російський музей                                         |
|         | Свеаборг                                                                                       | 1844           | Полотно, олія                            | 115 х 188                  | Державний Російський музей                                         |
|         | Ревель                                                                                         | 1844           | Полотно, олія                            | 118 х 188                  | Центральний військово-морський музей                               |
|         | Кронштадт. Форт «Імператор Олександр I»                                                        | 1844           | Полотно, олія                            | 120 х 185                  | Центральний військово-морський музей                               |
|         | Бурхливе море                                                                                  | 1844           | Папір, туш, олівець                      | 23 х 36                    | Національна галерея Вірменії                                       |
|         | Рятуються від корабельної аварії                                                               | 1844           | Полотно, олія                            | 57 х 85                    | Національна галерея Вірменії                                       |
|         | Мхітаристи на острові св. Лазаря. Венеція                                                      | 1843           | Полотно, олія                            | 58 х 100                   | Музей М. Сар'яна                                                   |
|         | Неаполітанська затока вранці                                                                   | 1843           | Полотно, олія                            | 67 х 100                   | Феодосійська картинна галерея                                      |
|         | Венеціанська лагуна. Вид на острів Сан-Джорджіо                                                | 1844           | Дерево, олія                             | 22,5 х 34,5                | Державна Третьяковська галерея                                     |
|         | Корабельна аварія                                                                              | 1843           | Полотно, олія                            | 116 х 189                  | Феодосійська картинна галерея                                      |
|         | Венеція                                                                                        | 1844           | Полотно, олія                            | -                          | Тверська обласна картинна галерея                                  |
|         | Вид на скелястий берег з боку моря                                                             | 1845           | 19,5 х 30,4                              | Державний Російський музей |                                                                    |
|         | Генуезька вежа                                                                                 | 1845           | Папір, сепія                             | 19,5 х 30,2                | Державний Російський музей                                         |
|         | Бухта Золотий Ріг. Туреччина                                                                   | 1845           | Полотно, олія                            | 51 х 76                    | Чуваський державний художній музей                                 |
|         | Морський вид з каплицею на березі                                                              | 1845           | Полотно, олія                            | 58 х 88                    | Одеський художній музей                                            |
|         | Неаполітанська затока                                                                          | 1845           | Полотно, олія                            | 57 х 81                    | Музей-заповідник «Петергоф»                                        |
|         | Стара Феодосія                                                                                 | 1845           | Полотно, олія                            | 60 х 96                    | Національна галерея Вірменії                                       |
|         | Східна сцена (Кав'ярня біля мечеті Ортакей в Константинополі)                                  | 1845           | Полотно, олія                            | 45,5 х 37                  | Музей-заповідник «Петергоф»                                        |
|         | Вид Одеси в місячну ніч                                                                        | 1846           | Полотно, олія                            | 122 х 190                  | Державний Російський музей                                         |
|         | Вид Константинополя при вечірньому освітленні                                                  | 1846           | Полотно, олія                            | 120 х 189,5                | Музей-заповідник «Петергоф»                                        |
|         | Східна сцена (В човні) Поїздка на човні по Кумкапі в Константинополі                           | 1846           | Полотно, олія                            | 45,5 х 37                  | Музей-заповідник «Петергоф»                                        |
|         | Вид Константинополя при місячному освітленні                                                   | 1846           | Полотно, олія                            | 124 х 192,5                | Державний Російський музей                                         |
|         | Петро I при Червоній гірці                                                                     | 1846           | Полотно, олія                            | 223 х 335                  | Державний Російський музей                                         |
|         | Російська ескадра на Севастопольському рейді                                                   | 1846           | Полотно, олія                            | 121 х 191                  | Державний Російський музей                                         |
|         | Морська битва при Ревелі 2 травня 1790                                                         | 1846           | Полотно, олія                            | 222 х 335                  | Вище військово-морське інженерне училище імені Ф. Е. Дзержинського |
|         | Морська битва при Наварині 2 жовтня 1827                                                       | 1846           | Полотно, олія                            | 222 х 334                  | Вище військово-морське інженерне училище імені Ф. Е. Дзержинського |
|         | Морська битва при Виборзі 29 червня 1790                                                       | 1846           | Полотно, олія                            | 222 х 335                  | Вище військово-морське інженерне училище імені Ф. Е. Дзержинського |
|         | Петербурзька біржа                                                                             | 1847           | Полотно, олія                            | 81 х 116,5                 | Музей-заповідник «Петергоф»                                        |
|         | Портрет О. І. Казначеєва                                                                       | 1847           | Полотно, олія                            | 56 х 43                    | Феодосійська картинна галерея                                      |
|         | Смольний монастир. захід сонця                                                                 | 1847           | Полотно, олія                            | 42 х 60                    | Приватне зібрання                                                  |
|         | Каплиця на березі моря                                                                         | 1847           | Полотно, олія                            | 42 х 60                    | Тверська обласна картинна галерея                                  |
|         | Бриг «Меркурій» після перемоги над двома турецькими судами зустрічається з російською ескадрою | 1848           | Полотно, олія                            | 123,5 х 190                | Державний Російський музей                                         |
|         | Вид Леандрової вежі в Константинополі                                                          | 1848           | Полотно, олія                            | 58 х 45,5                  | Державна Третьяковська галерея                                     |
|         | Захід на морі                                                                                  | 1848           | Полотно, олія                            | 36 х 43                    | Латвійський національний художній музей                            |
|         | Бій в Хиоській протоці                                                                         | 1848           | Полотно, олія                            | 220 х 190                  | Феодосійська картинна галерея                                      |
|         | Вечір в Криму. Ялта                                                                            | 1848           | Полотно, олія                            | 126 х 196                  | Феодосійська картинна галерея                                      |
|         | Портрет сенатора А. І. Казначеєва                                                              | 1848           | Полотно, олія                            | 116,5 х 81,5               | Державний Російський музей                                         |
|         | Місячна ніч                                                                                    | 1848           | Полотно, олія                            | 123 х 192                  | Державний Російський музей                                         |
|         | Чесменський бій вночі з 25 на 26 червня 1770                                                   | 1848           | Полотно, олія                            | 220 х 188                  | Феодосійська картинна галерея                                      |
|         | Гурзуф вночі                                                                                   | 1849           | Полотно, олія                            | 89 х 106                   | Державний музей ім. О. С. Пушкіна                                  |
|         | Буря на морі вночі                                                                             | 1849           | Полотно, олія                            | 121,5 х 191,5              | Музей-заповідник «Павловськ»                                       |
|         | Вид на Москву з Воробйових гір                                                                 | 1849           | Полотно, олія                            | 40 х 51                    | Державний Російський музей                                         |
|         | Ранок на морі                                                                                  | 1849           | Полотно, олія                            | 40 х 51                    | Музей-заповідник «Павловськ»                                       |
|         | Георгіївський монастир. мис Фіолент                                                            | 1846           | Полотно, олія                            | 122,5 х 192,5              | Феодосійська картинна галерея                                      |
|         | Місячна ніч у узмор'я                                                                          | 1847           | Полотно, олія                            | 64,5 х 52,5                | Феодосійська картинна галерея                                      |
|         | Морський пейзаж                                                                                | 1850-ті        | Картон, олівець                          | 17,1 х 24,5                | Державний Російський музей                                         |
|         | Дев'ятий вал                                                                                   | 1850           | Полотно, олія                            | 221 х 332                  | Державний Російський музей                                         |
|         | Буря на морі                                                                                   | 1850           | Полотно, олія                            | 82 х 117                   | Національна галерея Вірменії                                       |
|         | Гавань                                                                                         | 1850           | Полотно, олія                            | 82 х 117                   | Горлівський художній музей                                         |
|         | Портрет невідомого                                                                             | 1850           | Полотно, олія                            | 83 х 59                    | Одеський художній музей                                            |
|         | Вівці на пасовищі                                                                              | 1850           | Полотно, олія                            | 60 х 89,5                  | Державна Третьяковська галерея                                     |
|         | Ураган на морі                                                                                 | 1850           | Полотно, олія                            | 120 х 190                  | Національна галерея Вірменії                                       |
|         | Млин на березі моря                                                                            | 1851           | Полотно, олія                            | 50 х 57                    | Феодосійська картинна галерея                                      |
|         | Ураган на морі                                                                                 | 1851           | Полотно, олія                            | ?                          | Ніжегородській державний художній музей                            |
|         | Буря                                                                                           | 1851           | Полотно, олія                            | 112 х 183,5                | Державний Російський музей                                         |
|         | Суди на рейді                                                                                  | 1851           | Полотно, олія                            | 71 х 89                    | Феодосійська картинна галерея                                      |
|         | Море у скелястого берега                                                                       | 1851           | Дерево, олівець                          | 18,7 х 27,2                | Державний Російський музей                                         |
|         | Захід на морі                                                                                  | 1851           | Полотно, олія                            | 39 х 67                    | Одеський художній музей                                            |
|         | Морський берег                                                                                 | 1851           | Полотно, олія                            | 82 х 118                   | Державний Російський музей                                         |
|         | Вид Константинополя                                                                            | 1851           | Полотно, олія                            | 35 х 55,5                  | Рязанський обласний художній музей                                 |
|         | Сигнал бурі                                                                                    | 1851           | Полотно, олія                            | 81 х 117                   | Тульський обласний художній музей                                  |
|         | Вхід в Севастопольську бухту                                                                   | 1852           | Полотно, олія                            | 28 х 38,7                  | Феодосійська картинна галерея                                      |
|         | Місячна ніч на березі моря в Криму                                                             | 1852           | Полотно, олія                            | 120 х 188                  | Державний Російський музей                                         |
|         | Крим                                                                                           | 1852           | Полотно, олія                            | 58 х 89                    | Музей-заповідник «Петергоф»                                        |
|         | Рибалки на березі моря                                                                         | 1852           | Полотно, олія                            | 93,5 х 143                 | Національна галерея Вірменії                                       |
|         | Двадцятигарматний корабель                                                                     | 1852           | Полотно, олія                            | 95,5 х 141,5               | Державний Російський музей                                         |
|         | Набережна східного міста                                                                       | 1852           | Полотно, олія                            | ?                          | Омський обласний музей образотворчих мистецтв імені М. О. Врубеля  |
|         | Феодосія. схід сонця                                                                           | 1852           | Полотно, олія                            | 60 х 90                    | Музей образотворчих мистецтв Республіки Карелія                    |
|         | Схід сонця у Феодосії                                                                          | 1852           | Полотно, олія                            | 82 х 117                   | Національна галерея Вірменії                                       |
|         | Феодосія. Місячна ніч                                                                          | 1852           | Полотно, олія                            | 29 х 36                    | Приватне зібрання                                                  |
|         | Місячна ніч. Купальня в Феодосії                                                               | 1853           | Полотно, олія                            | 94 х 143                   | Таганрозький художній музей                                        |
|         | Синопський бій                                                                                 | 1853           | Полотно, олія                            | 220 х 400                  | Центральний військово-морський музей                               |
|         | Ранок на березі затоки                                                                         | 1853           | Полотно, олія                            | 56 х 89                    | Феодосійська картинна галерея                                      |
|         | Синопський бій 18 жовтня 1853 року                                                             | 1853           | Полотно, олія                            | 220 х 331                  | Центральний військово-морський музей                               |
|         | Море. Коктебель                                                                                | 1853           | Полотно, олія                            | 82,5 х 118                 | Феодосійська картинна галерея                                      |
|         | Бурхливе море вночі                                                                            | 1853           | Полотно, олія                            | 82 х 117                   | Приватне зібрання                                                  |
|         | Малага. Морський пейзаж                                                                        | 1854           | Полотно, олія                            | 44 х 53,6                  | Феодосійська картинна галерея                                      |
|         | Потопаючий корабель                                                                            | 1854           | Пап'є пелле, олівець, кольорові олівці   | 9,5 х 28,8                 | Державний Російський музей                                         |
|         | Після бурі                                                                                     | 1854           | Полотно, олія                            | 91 х 65                    | Харківський художній музей                                         |
|         | Вид Амстердама                                                                                 | 1854           | Полотно, олія                            | 59,5 х 84,8                | Харківський художній музей                                         |
|         | Морський вид                                                                                   | 1855           | Полотно, олія                            | 95 х 142,5                 | Тверська обласна картинна галерея                                  |
|         | Вид Віко поблизу Неаполя                                                                       | 1855           | Полотно, олія                            | ?                          | Тверська обласна картинна галерея                                  |
|         | Вівці, заганяємі бурею в морі                                                                  | 1855           | Ескіз. Дерево, олія                      | 13 х 35,5                  | Державна Третьяковська галерея                                     |
|         | Взяття Севастополя                                                                             | 1855           | Полотно, олія                            | 59 х 84                    | Державний музей Грузії                                             |
|         | Італійський пейзаж                                                                             | 1855           | Полотно, олія                            | 95 х 142,5                 | Тверська обласна картинна галерея                                  |
|         | Місячна ніч на Чорному морі                                                                    | 1855           | Полотно, олія                            | 47 х 58                    | Козьмодем'янський художньо-історичний музей                        |
|         | Вид на Константинополь і бухту Золотий Ріг                                                     | 1856           | Полотно, олія                            | 125 х 195                  | Приватне зібрання                                                  |
|         | Вид Венеції зі сторони Лідо                                                                    | 1855           | Полотно, олія                            | 71 х 99,5                  | Харківський художній музей                                         |
|         | Морський бій                                                                                   | 1855           | Полотно, олія                            | 35 х 42                    | Краснодарський крайовий художній музей                             |
|         | Вітряки в українському степу при заході сонця                                                  | 1862           | Полотно, олія                            | 51,5 x 60                  | Російський музей                                                   |
|         | З весілля                                                                                      | 1891           | Полотно, олія                            | 47 х 59                    | Феодосійська національна картинна галерея                          |
|         | Весілля в Україні                                                                              | 1892           | Полотно, олія                            | 53 x 80                    | Феодосійська національна картинна галерея                          |
|         | Раздача продовольствия                                                                         | 1892           | Полотно, олія                            | 46,5 x 75,9                | Приватне зібрання                                                  |
|         | Корабель допомоги                                                                              | 1892           | Полотно, олія                            | 46,5 x 75,9                | Приватне зібрання                                                  |